# Juliet Aubrey
Juliet Aubrey (* 17. Dezember 1966 in Fleet, Hampshire) ist eine britische Schauspielerin. Bekannt wurde sie durch die Rolle der verschollen geglaubten Paläontologin Helen Cutter in der Fernsehserie Primeval – Rückkehr der Urzeitmonster, in der sie von 2007 bis 2011 zu sehen war. Insgesamt trat sie bislang in mehr als 60 Film- und Fernsehproduktionen in Erscheinung.

## Leben
Juliet Aubrey ist die Tochter des Waliser Dr. Roland Aubrey und der Engländerin Sylvia Aubrey. Sie hatte zwei Geschwister; ihre ältere Schwester Sian, die 2007 durch einen tragischen Unglücksfall starb, und ihr älterer Bruder Jonathan. Aubrey ist eine Cousine von David Howell Evans (The Edge), Gitarrist der Band U2.
2001 heiratete Aubrey den Produktionsdesigner Steve Ritchie, den sie einige Jahre zuvor beim Dreh in Newcastle upon Tyne kennengelernt hatte. Sie haben zwei Töchter, Blythe und Lola-Blue.
Nach dem Tod ihrer Schwester Sian Hurd übernahm sie deren Ehrenamt. Juliet Aubrey ist Botschafterin einer Wohltätigkeitsorganisation, die sich um Frauen kümmert, die unter Gewalt in Kriegs- und Konfliktgebieten leiden. Sie engagiert sich aktiv gegen globale Gewalt an Frauen. Sie ist auch Schirmherrin des Camberley International Arts Festival.

## Karriere
Aubrey besuchte 1984 das King’s College London, wo sie zunächst Altertumswissenschaft und Archäologie studierte. Während eines Jahres in Italien, in dem sie unter anderem eine Theatergruppe besuchte, erwachte ihre Liebe zur Schauspielerei und sie beschloss nach ihrer Rückkehr nach Großbritannien sich für eine Schauspielschule zu bewerben. So studierte sie drei Jahre an der Central School of Speech and Drama und trat anschließend als Schauspielerin in Erscheinung.
Ihre erste Theaterrolle bekam Aubrey bei der Oxford Stage Company, als Miranda in Der Sturm (Shakespeare). Der italienische Regisseur Roberto Faenza gab ihr 1993 ihre erste größere Filmrolle in Look to the Sky (Jona che visse nella balena). In dem von Elda Ferri produzierten Holocaust-Film spielte sie an der Seite von Jean Hughes Anglade. Ein Jahr später spielte sie in der erfolgreichen TV-Serie  Middlemarch, wofür die den BAFTA TV Award und den Broadcasting Press Guild als Beste Darstellerin gewann. Danach wechselte sie wieder zum Theater zu Haris Pasovics Sarajevo Theatre Company und spielte in mehreren Stücken, die alle durch die Improvisation der Schauspieler entstanden sind. Aubrey blieb auf der Bühne und spielt im Royal National Theatre in Trevor Nunns Summerfolk und Katie Mitchell' s Ivanov, im Royalty Theatre in Tim Crouch's Eine Eiche, sowie Three Sisters, Twelfth Night und The Collection von Chris White.
In Filmen spielte Aubrey nach einigen kleineren Rollen 1997 in Welcome to Sarajevo von Michael Winterbottom und Stephen Poliakoff's Food of Love, wofür sie beim La Baule European Film Festival als beste Schauspielerin ausgezeichnet wurde. Es folgten Filme und Fernsehserien wie Still Crazy, Der ewige Gärtner, eine Folge in Inspector Barnaby und von 2007 bis 2011 die Serie Primeval – Rückkehr der Urzeitmonster, die Aubrey international bekannt machte. 2011 spielte sie die weibliche Hauptrolle im Katastrophenfernsehfilm Die Vulkan-Apokalypse. Es folgten The Infiltrator (2016) und auch die Serie The White Queen. Von 2017 bis 2018 spielte Aubrey die Rolle der Lily Hill in der TV-Serie Snatch.

## Auszeichnungen
Juliet Aubrey gewann den BAFTA TV Award 1995 als beste Schauspielerin in der BBC-Serie Middlemarch.

## Filmografie (Auswahl)

### Filme
- 1992: Wie ein Licht in dunkler Nacht (Shining Through)
- 1993: Jona che visse nella balena
- 1994: Die Bibel – Jakob (Jacob, Fernsehfilm)
- 1995: Go Now! Jetzt erst recht (Go Now)
- 1996: Take Pity (Kurzfilm)
- 1996: Death of a Salesman (Fernsehfilm)
- 1997: Supply & Demand (Fernsehfilm)
- 1997: Welcome to Sarajevo
- 1997: For My Baby
- 1997: Food of Love
- 1997: The Moth (Fernsehfilm)
- 1998: Still Crazy
- 1998: The Unknown Soldier
- 1999: Il tempo dell’amore
- 1999: L’amante perduto
- 2001: Once Seen (Kurzfilm)
- 2001: Iris
- 2001: Cyclops (Fernsehfilm)
- 2002: Bertie and Elizabeth (Fernsehfilm)
- 2002: Ella and the Mothers (Fernsehfilm)
- 2003: The Mayor of Casterbridge (Fernsehfilm)
- 2005: Der ewige Gärtner (The Constant Gardener)
- 2006: A Good Murder (Fernsehfilm)
- 2007: A Class Apart (Fernsehfilm)
- 2008: Caught in the Act
- 2010: F – London Highschool-Massaker (F)
- 2010: Storm (Kurzfilm)
- 2011: Die Vulkan-Apokalypse (Super Eruption, Fernsehfilm)
- 2016: Überleben – Ein Soldat kämpft niemals allein (Mine)
- 2016: The Infiltrator
- 2016: Fallen – Engelsnacht (Fallen)
- 2020: LX 2048 (001LithiumX)
- 2022: A Midsummer Night’s Dream
- 2024: Frankenstein – Legacy

### Fernsehserien
- 1992: The Big Battalions (2 Episoden)
- 1993: The Case-Book of Sherlock Holmes (eine Episode)
- 1994: Middlemarch (7 Episoden)
- 1994: Performance (eine Episode)
- 1999: Extremely Dangerous (Miniserie, 4 Episoden)
- 2000: The Canterbury Tales (eine Episode)
- 2005: Dalziel and Pascoe (zwei Episoden)
- 2006: Inspector Barnaby (Midsomer Murders, eine Episode)
- 2007: Judge John Deed (zwei Episoden)
- 2007–2011: Primeval – Rückkehr der Urzeitmonster (Primeval, 25 Episoden)
- 2008: City of Vice (eine Episode)
- 2008: Criminal Justice (Miniserie, 5 Episoden)
- 2009: Law & Order: UK (eine Episode)
- 2010: Five Daughters (3 Episoden)
- 2010: Lewis – Der Oxford Krimi (Lewis, Episode: Auf falscher Fährte)
- 2011: Outcasts (zwei Folgen)
- 2011: Vera – Ein ganz spezieller Fall (Vera, eine Episode)
- 2012: Lilyhammer (eine Episode)
- 2012: Gerichtsmediziner Dr. Leo Dalton (Silent Witness, 2 Episoden)
- 2012: Hunted – Vertraue Niemandem (Hunted, 2 Episoden)
- 2013: The White Queen (7 Episoden)
- 2014: The Village (2 Episoden)
- 2017: Snatch (10 Episoden)
- 2020: Kommissar Van der Valk (Van der Valk, eine Episode)
- 2021: On the Edge (eine Episode)
- seit 2021: Professor T.